# Vibrissina inca
Vibrissina inca är en tvåvingeart som först beskrevs av Townsend 1927.  Vibrissina inca ingår i släktet Vibrissina och familjen parasitflugor.
Artens utbredningsområde är Peru. Inga underarter finns listade i Catalogue of Life.